# Jiří Jurčík
Jiří Jurčík (* 19. listopadu 1963 Český Těšín) je bývalý československý fotbalista, brankář.

## Fotbalová kariéra
Hrál za DAC Dunajská Streda. V československé lize nastoupil ve 25 utkáních.

## Ligová bilance
| Ročník                                   | Zápasy | Góly | Klub                |
| ---------------------------------------- | ------ | ---- | ------------------- |
| 1. československá fotbalová liga 1991/92 | 25     | 0    | DAC Dunajská Streda |
| CELKEM                                   | 25     | 0    |                     |